# Ingo Pawelke

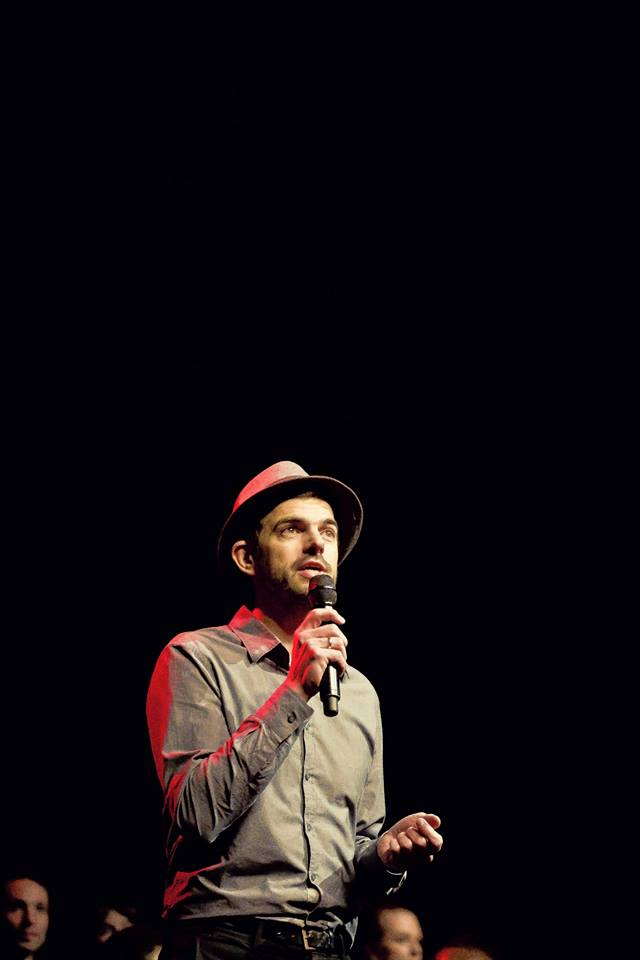
Ingo Pawelke, 2013

Ingo Pawelke (* 1975 in Regensburg, Bayern) ist ein deutscher Moderator, Conférencier und Kulturmanager.

## Beruflicher Werdegang
Ingo Pawelke moderiert Kulturveranstaltungen mit jeweils über 1000 Zuschauern. Er studierte Betriebswirtschaft an der Universität Passau. In dieser Zeit veröffentlichte er wissenschaftliche Arbeiten. Seit 2011 moderiert er alle Auftritte der Traumfabrik, bei denen er eigene Darbietungen zeigt im Stile eines Conferenciers. Darüber hinaus arbeitet Pawelke als Moderator von Galas und Podiumsdiskussionen für Unternehmen und Verbände und war Teil von mehreren Fernsehproduktionen der größten deutschen TV-Sender.
Seit 2011 organisiert er als Geschäftsführer der Traumfabrik nationale Kulturveranstaltungen und internationale Auftritte bei Veranstaltungen von Verbänden und Unternehmen. Für sein Schaffen als Moderator, Conferencier und als Kulturmanager wurde er zusammen mit seiner Frau Nicole Pawelke als Vertreter der Traumfabrik von der Bundesregierung zum Kultur- und Kreativpiloten Deutschland 2016 ausgezeichnet. Er engagiert sich für die Kulturtafeln und stellt jedes Jahr insgesamt 2000 kostenlose Eintrittskarten für sozial benachteiligte Menschen bereit. Er ist Universitätsdozent für Eventmarketing an der Campus M University der Hochschule Mittweida und Gastdozent an der Ludwig-Maximilians-Universität München.

## Veranstaltungen (Auswahl)
- 1981: Deutschland-Tournee der Traumfabrik,[12] Bühnenakteur
- 1984: Deutschland-Tournee der Traumfabrik, Bühnenakteur[12]
- 1990: „Zehn Jahre Traumfabrik“ in der Olympiahalle München, Bühnenakteur[1]
- 2015: Moderation der Podiumsdiskussion mit dem österreichischen Skisprung-Bundestrainer Alexander Pointner[1]
- 2016: Leichtathletik-Europameisterschaft „Midnight Reception“ des Deutschen Leichtathletik-Verbandes in Amsterdam, Produzent des kulturellen Beitrags[1]
- 2018: Jahreskongress der Milton Erickson Gesellschaft, Conferiencer und Produzent des kulturellen Beitrags[1]
- 2018: Zenith (München) Abschlussveranstaltung des Jugendmalwettbewerbs Bayern, Produzent des kulturellen Beitrags
- 2023: Bayerische Turnfest Gala[13]
- 2023: KUKA 125-Jahr-Feier, Augsburg; Produzent des kulturellen Beitrags[14]
- 2023: Marbach 100-Jahr-Feier, Heilbronn; Produzent des Events[15]
- seit 2011: jährliche Deutschland-Tournee der Traumfabrik mit 40 Shows, Produzent und Conferencier[1]
- seit 2012: jährliches Workshop-Festival „Erlebnistage“ Regensburg,[1] Produzent und Conferencier

## Auszeichnungen
- 2016 Kultur- und Kreativpiloten Deutschland (Auszeichnung der Bundesregierung)[6]

## Privates
Er lebt und arbeitet in München mit seiner Frau Nicole Pawelke. Er ist Sohn von Rainer Pawelke und der Bruder von Gudrun Pawelke und Sigrid Pawelke.